# Raoul de Pillot de Coligny

Armes de Raoul de Pillot-Coligny

Raoul de Pillot de Coligny (1846-1917) appartenait à la famille de Pillot, famille marchande originaire de Besançon, qui  fut maintenue noble en 1494 par Charles Quint. Il est le fils de Louis Marie Esprit de Pillot de Coligny (1815-1894).
Marie Auguste Donat Raoul de Pillot, comte de Coligny et du Saint Empire (titre exact) est né le 4 janvier 1846 au château de Choye. Mort à 71 ans le 4 février 1917, et enterré à Choye. Fils de Louis (1815-1894) et de Nancy de Choisy (1824-1906), il épouse, le 27 novembre 1872 à Dijon, Hélène Quarré d'Aligny de Château Regnault (1853-....).
- Chef de bataillon d'infanterie, chevalier de la Légion d'honneur;

- Chambellan intime de Sa Sainteté, chevalier et commandeur de l'ordre pontifical de Saint-Sylvestre et de la Milice dorée, chevalier de l'ordre souverain de Malte, officier de l'ordre équestre de Saint-Marin.

- Durant la Guerre franco-allemande de 1870 :  engagé volontaire à 18 ans, sous-lieutenant le 9 août 1870 au 41e de ligne; prit part en 1870 à tous les combats livrés sous Metz et fut fait prisonnier. Il refusa la liberté que lui offrit l'ennemi en échange de l'engagement d'honneur de ne plus servir pendant la durée de la guerre, ne voulant pas séparer son sort de celui de sa troupe, et fut interné en Saxe, à Weissenfels-sur-la-Saale.

- À son retour de captivité, il réintégra le 41e de ligne (en garnison à Meudon), et il fut promu lieutenant (3 mars 1873) au 21e bataillon de chasseurs à pied (à Belfort 1873-75 puis à Montbéliard), puis au 3e bataillon de chasseurs à pied à Besançon (1876). Proposé pour le grade de capitaine, il démissionna en 1877 pour des motifs de convenance personnelle, et le 16 mars 1878, âgé de 32 ans, prit le commandement d'un bataillon au 57e régiment territorial d'infanterie (à Auxonne), jusqu'en 1888.

## Sources
Louis Pierre d’Hozier, Armorial Général de France, réédition 1868, page 434.
La Chesnaye des Bois, Dictionnaire de la noblesse (1772), Tome 5 pages 40 à 46.
Généalogie historique de la maison de Coligny, par Roch de Pillot de Coligny.